# Benetton Rugby Treviso 2010-2011

## Rosa
Fonte rosa giocatori: It's Rugby

## Celtic League 2010-11

### Stagione regolare
| Incontro                            | Andata | Ritorno |
| ----------------------------------- | ------ | ------- |
| Benetton Treviso — Scarlets         | 34-28  | 16-22   |
| Ospreys — Benetton Treviso          | 32-16  | 34-18   |
| Benetton Treviso — Leinster         | 29-13  | 5-30    |
| Benetton Treviso — Cardiff Rugby    | 7-19   | 9-29    |
| Benetton Treviso — Newport G.D.     | 20-13  | 10-33   |
| Munster — Benetton Treviso          | 39-13  | 18-19   |
| Benetton Treviso — Connacht         | 24-17  | 25-31   |
| Edimburgo — Benetton Treviso        | 21-9   | 6-31    |
| Benetton Treviso — Ulster           | 9-19   | 13-32   |
| Glasgow Warriors — Benetton Treviso | 25-17  | 16-19   |
| Benetton Treviso — Aironi           | 15-10  | 16-15   |

#### Risultati della stagione regolare
| Posizione | G  | V | N | P  | PF  | PS  | DP   | B | Pt |
| --------- | -- | - | - | -- | --- | --- | ---- | - | -- |
| 10ª       | 22 | 9 | 0 | 13 | 374 | 502 | -128 | 2 | 38 |

## Heineken Cup 2010-11

### Prima fase

#### Girone 5
| Incontro                      | Andata | Ritorno |
| ----------------------------- | ------ | ------- |
| Benetton Treviso — Leicester  | 29-34  | 15-62   |
| Perpignano — Benetton Treviso | 35-14  | 44-9    |
| Scarlets — Benetton Treviso   | 35-27  | 38-15   |

#### Risultati del girone 5
| Posizione | G | V | N | P | PF  | PS  | DP   | B | Pt |
| --------- | - | - | - | - | --- | --- | ---- | - | -- |
| 4ª        | 6 | 0 | 0 | 6 | 109 | 248 | -139 | 1 | 1  |